# J. J. Lehto

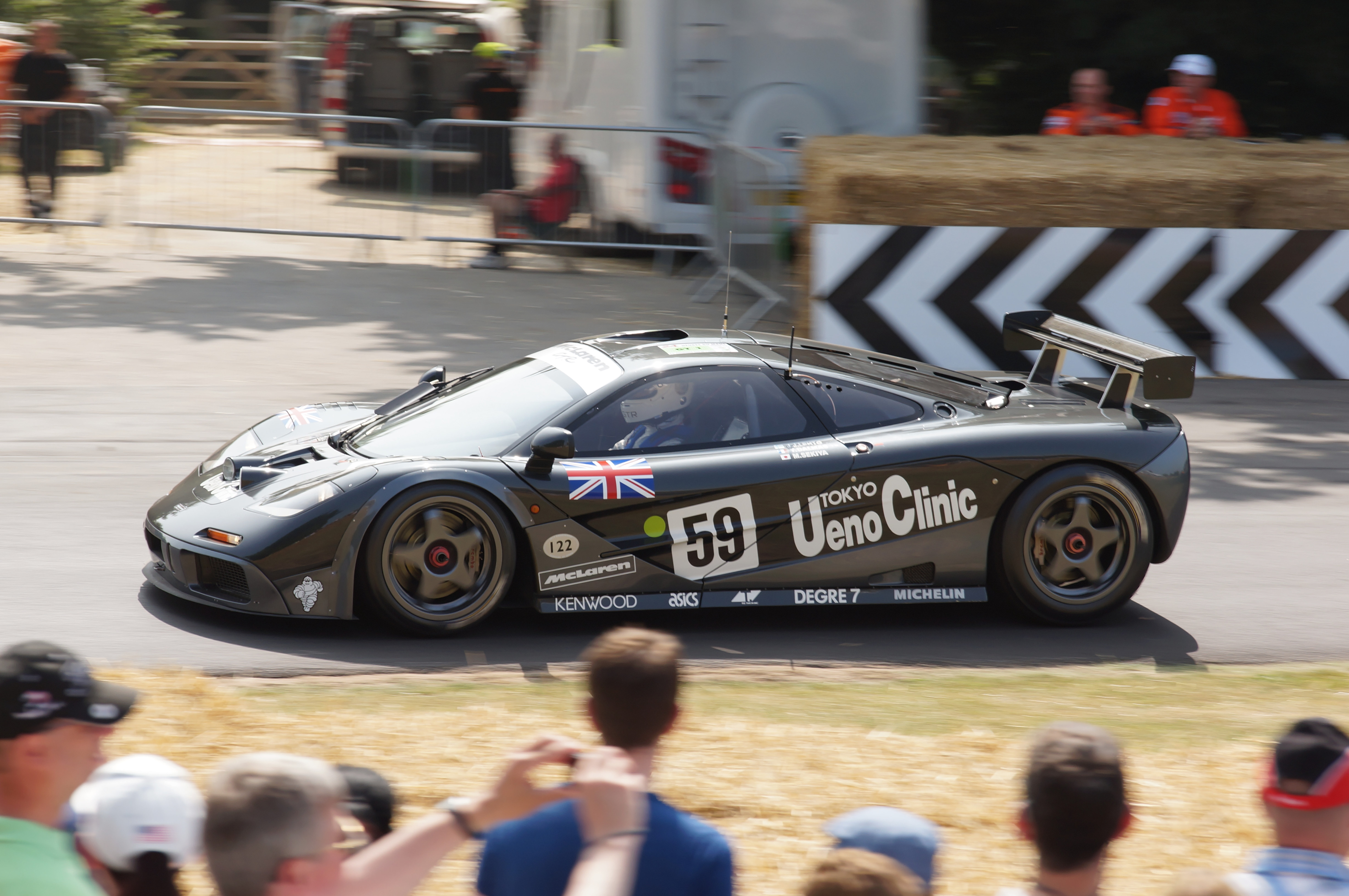
McLaren F1 GTR ganador de Le Mans.

Jyrki Juhani Järvilehto (Espoo, Finlandia; 31 de enero de 1966) más conocido como J. J. Lehto, es un piloto de Fórmula 1 retirado, nacido en Espoo, Finlandia. Compitió en Fórmula 1, participando en diferentes escuadras, entre ellas, Benetton (donde compartió equipo con Michael Schumacher) y Sauber.
Luego se destacó en resistencia, donde logró la victoria en las 24 Horas de Le Mans de 1995 y 2005. En 1997 resultó segundo en el Campeonato FIA GT. Fue campeón de la American Le Mans Series 2004, consiguiendo 19 victorias absolutas. Durante su carrera fue patrocinado por el excampeón de Fórmula 1 Keke Rosberg.

## Carrera deportiva
Lehto fue campeón de la Fórmula Ford Finlandesa en 1986, la Fórmula Ford Británica y Europea en 1987, y la Fórmula 3 Británica en 1988. En 1989 disputó la Fórmula 3000 Internacional con el equipo Pacific, logrando tres resultados puntuables. 
A fines de la temporada 1989 de Fórmula 1, Lehto debutó con el modesto equipo Onyx, con el que clasificó a dos carreras de cuatro, abandonando en ambas. El finlandés siguió en dicho equipo en 1990. Clasificó a cinco de diez carreras, arribando a meta 12º en San Marino. Onyx dejó de competir para la undécima fecha, por lo que el piloto quedó sin plaza.
Lehto se incorporó a la Scuderia Italia en 1991. Abandonó en 11 de 16 carreras, en tanto que fue tercero en San Marino y octavo en España. El podio le bastó para colocarse 12º en el campeonato. En 1992 el equipo dispuso motores Ferrari V12 de especificación del año anterior. El finlandés obtuvo un séptimo puesto, dos octavos puestos, cuatro novenos y un décimo, pero no consiguió ningún punto de campeonato.
El piloto se unió al equipo Sauber para la temporada 1993. Logró un tercer puesto, un quinto, dos séptimos y dos octavos. Sus cinco puntos le significaron un 13º puesto en el campeonato.
En 1994 fue candidato para ser segundo piloto de Michael Schumacher en el equipo Benetton Formula. Sin embargo, se lesionó en la pretemporada y no disputó las dos primeras carreras. Volvió para la tercera fecha, el Gran Premio de San Marino, donde clasificó quinto pero fue chocado en la largada al apagarse su motor. Luego fue séptimo en Mónaco, abandonó en España y llegó sexto en Canadá. El equipo entendió que no se había recuperado del todo de la lesión y fue sustituido.
Más tarde corrió de vuelta para Benetton debido a la suspensión de Schumacher. Con un noveno puesto y un abandonó, el equipo lo despidió definitivamente. Por último, disputó las dos fechas finales para Sauber, arribando décimo en Australia, su último Gran Premio.
En 1995, Lehto dejó la Fórmula 1 y pasó a competir en el Deutsche Tourenwagen Meisterschaft. Resultó 13º en 1995 y quinto en 1996 a bordo de un Opel Calibra oficial del equipo Joest, logrando un total de seis podios.
Por otra parte, el finlandés corrió en resistencia con un McLaren F1. En 1995, logró la victoria absoluta en las 24 Horas de Le Mans acompañando a Yannick Dalmas y Masanori Sekiya. En 1996 fue noveno y en 1997 abandonó. El finlandés disputó el nuevo Campeonato FIA GT 1997 con un McLaren F1 del equipo oficial BMW. Logró cuatro victorias y cuatro terceros puestos junto con Steve Soper, resultando subcampeón por detrás de Bernd Schneider de Mercedes-Benz.
A continuación, Lehto disputó el campeonato estadounidense de monoplazas CART en 1998. Con un Reynard-Mercedes del equipo Hogan, obtuvo un quinto puesto en Surfers Paradise y cinco resultados puntuables en 19 carreras, quedando así 20º en el campeonato.
El piloto continuó compitiendo en Estados Unidos en 1999, pero como piloto oficial de BMW en la American Le Mans Series. Logró cuatro victorias y otros dos podios en seis apariciones con un BMW V12 LMR, por lo que terminó cuarto en el campeonato de pilotos de prototipos. En 2000 obtuvo dos victorias y ocho podios en 11 carreras, quedando así en la sexta posición final.
En la ALMS 2001, BMW pasó a competir con un BMW M3 de la clase GT. El finlandés consiguió cuatro victorias y siete podios, por lo que fue subcampeón de pilotos.
Lehto se convirtió en piloto oficial de Cadillac en 2002. Abandonó en las 12 Horas de Sebring y llegó 12º en las 24 Horas de Le Mans con un Cadillac LMP02, tras lo cual logró cuatro podios en las cuatro fechas finales de la ALMS.
En 2003, el finlandés se unió al equipo Champion de la ALMS. Al volante de un Audi R8, obtuvo cuatro victorias y tres segundos puestos en nueve carreras, por lo que fue subcampeón de pilotos de la clase LMP900. También resultói tercero eabsoluto en las 24 Horas de Le Mans.
En 2004 logró seis victorias y tres segundos puestos en las nueve carreras de la ALMS, por lo que se coronó campeón de la clase LMP1 junto con Marco Werner. A su vez, repitió el tercer lugar en las 24 Horas de Le Mans. En 2005 acumuló tres victorias y siete podios de clase, de manera que se ubicó cuarto en el campeonato de LMP1 de la ALMS. Por otra parte, venció en las 24 Horas de Le Mans, siempre con un Audi R8 de Champion.
Desde 2001, Lehto ha sido comentarista de Fórmula 1 en el canal de televisión finlandés MTV3. En 2007 fue invitado para pilotar nuevamente en las 24 Horas de Daytona con un Riley Pontiac del equipo Krohn. En 2008 disputó tres fechas de la Speedcar Series, obteniendo un octavo puesto en la última carrera.

## Vida privada
En diciembre de 2011 fue condenado a dos años y cuatro meses de prisión por un accidente en lancha en el cual falleció un amigo suyo, pero se retiraron los cargos luego de una apelación. El juez estimó que no era posible establecer que Lehto se encontraba al volante del vehículo acuático cuando ocurrió el accidente.

## Resultados

### Fórmula 1
(Clave) (negrita indica pole position) (cursiva indica vuelta rápida)

| Año     | Escudería                   | 1       | 2       | 3       | 4       | 5       | 6       | 7       | 8       | 9       | 10      | 11      | 12      | 13       | 14      | 15       | 16      | Pos. | Puntos |
| ------- | --------------------------- | ------- | ------- | ------- | ------- | ------- | ------- | ------- | ------- | ------- | ------- | ------- | ------- | -------- | ------- | -------- | ------- | ---- | ------ |
| 1989    | Moneytron Onyx Formula One  | BRA     | SMR     | MON     | MEX     | USA     | CAN     | FRA     | GBR     | GER     | HUN     | BEL     | ITA     | POR DNPQ | ESP Ret | JPN DNPQ | AUS Ret | NC   | 0      |
| 1990    | Monteverdi Onyx Formula One | USA DNQ | BRA DNQ | SMR 12  | MON Ret | CAN Ret | MEX Ret | FRA DNQ | GBR DNQ | GER NC  | HUN DNQ | BEL     | ITA     | POR      | ESP     | JPN      | AUS     | NC   | 0      |
| 1991    | Scuderia Italia SpA         | USA Ret | BRA Ret | SMR 3   | MON 11  | CAN Ret | MEX Ret | FRA Ret | GBR 13  | GER Ret | HUN Ret | BEL Ret | ITA Ret | POR Ret  | ESP 8   | JPN Ret  | AUS 12  | 12.º | 4      |
| 1992    | Scuderia Italia SpA         | RSA Ret | MEX 8   | BRA 8   | ESP Ret | SMR 11  | MON 9   | CAN 9   | FRA 9   | GBR 13  | GER 10  | HUN DNQ | BEL 7   | ITA 11   | POR Ret | JPN 9    | AUS Ret | NC   | 0      |
| 1993    | Team Sauber Formula 1       | RSA 5   | BRA Ret | EUR Ret | SMR 4   | ESP Ret | MON Ret | CAN 7   | FRA Ret | GBR 8   | GER Ret | HUN Ret | BEL 9   | ITA Ret  | POR 7   | JPN 8    | AUS Ret | 13.º | 5      |
| 1994    | Mild Seven Benetton Ford    | BRA     | PAC     | SMR Ret | MON 7   | ESP Ret | CAN 6   | FRA     | GBR     | GER     | HUN     | BEL     | ITA 9   | POR Ret  | EUR     |          |         | 24.º | 1      |
| 1994    | Sauber Mercedes             |         |         |         |         |         |         |         |         |         |         |         |         |          |         | JPN Ret  | AUS 10  | 24.º | 1      |
| Fuente: |                             |         |         |         |         |         |         |         |         |         |         |         |         |          |         |          |         |      |        |

### 24 Horas de Le Mans
| Año     | Equipo                                 | Copilotos                       | Automóvil                | Clase  | Vueltas | Pos. | Pos. Clase |
| ------- | -------------------------------------- | ------------------------------- | ------------------------ | ------ | ------- | ---- | ---------- |
| 1990    | Richard Lloyd Racing Italya Sport      | Manuel Reuter James Weaver      | Porsche 962C GTi         | C1     | 181     | DNF  | DNF        |
| 1991    | Porsche Kremer Racing                  | Manuel Reuter Harri Toivonen    | Porsche 962CK6           | C2     | 343     | 9.º  | 9.º        |
| 1995    | Kokusai Kaihatsu Racing                | Yannick Dalmas Masanori Sekiya  | McLaren F1 GTR           | GT1    | 298     | 1.º  | 1.º        |
| 1996    | Gulf Racing GTC Racing                 | Ray Bellm James Weaver          | McLaren F1 GTR           | GT1    | 323     | 9.º  | 7.º        |
| 1997    | Team BMW Motorsport BMW Team Schnitzer | Steve Soper Nelson Piquet       | McLaren F1 GTR           | GT1    | 236     | DNF  | DNF        |
| 1999    | Team BMW Motorsport                    | Tom Kristensen Jörg Müller      | BMW V12 LMR              | LMP    | 304     | DNF  | DNF        |
| 2002    | Team Cadillac                          | Éric Bernard Emmanuel Collard   | Cadillac Northstar LMP02 | LMP900 | 334     | 12.º | 10.º       |
| 2003    | Champion Racing                        | Emanuele Pirro Stefan Johansson | Audi R8                  | LMP900 | 372     | 3.º  | 1.º        |
| 2004    | ADT Champion Racing                    | Marco Werner Emanuele Pirro     | Audi R8                  | LMP900 | 368     | 3.º  | 3.º        |
| 2005    | ADT Champion Racing                    | Tom Kristensen Marco Werner     | Audi R8                  | LMP900 | 370     | 1.º  | 1.º        |
| Fuente: |                                        |                                 |                          |        |         |      |            |